# Oudocée
Oudocée ou Oudoceus et Euddogwy en gallois (né vers 536 - mort vers 615 ou 625) est réputé être le 3e évêque de Llandaff dans le sud du Pays de Galles. En réalité il fut probablement un évêque du VIIe siècle siégeant à Llandeilo Fawr dont l'épiscopat se situerait entre 650 et 700. Son unique Vita connue  est du XIIe siècle et se trouve dans le  Livre de Llandaff (en). De multiples anachronismes ne permettent pas de situer précisément la période de son existence supposée.

## Dénomination
Oudocée est un saint gallois d'origine bretonne. La forme bretonne de son nom est Oudocei en vieux gallois  Oudocui, Eudoce dans une charte  de Llancarfan annexée à la Vita de Saint Cadog. Il a été latinisé en Oudoceus soit en français Oudocée qui est la forme généralement usitée. Ce nom serait devenu en gallois Euddogwy mais il n'est jamais utilisé.

## Origine
Selon sa Vita Oudoceus serait l'un des fils de  Budic fils de Kybidan, un prince de Cornouaille en Bretagne, qui aurait été exilé en Bretagne insulaire. C'est là que  Budic épouse Anaumed [Anawfedd] la sœur de Teilo. Quand Budic retourne en Cornouaille son épouse est enceinte, et il promet de consacrer l'enfant à naître, lorsqu'il aura grandi, à l'étude et à la religion sous la direction de son oncle Teilo.

## Récit hagiographique
Peter Bartrum résume ainsi le reste de sa Vita. Pendant une l'épidémie de peste jaune (latin: flava pestis, gallois: Fad Felen) qui sévit dans l'île de Bretagne,  Teilo se réfugie en 549, en Cornouaille, dénommée désormais « Cerniu Budic » [Cernyw Buddig], et là il rencontre Samson de Dol et son neveu Oudoceus, déjà formé In utroque jure. Lorsque Teilo rentre dans sa patrie avec  Oudoceus,  ce dernier devient évêque de Llandaff, après y avoir été élu par le clergé comprenant Mercguinus [Merchwyn], ainsi qu' Elgoretus [Elwredd], Gunnuinus [Gwnwyn], un maître, et trois abbés , Catgen, abbé d' Illtud, Concenn [Cyngen], abbé de Catmailus (Llancarfan), et Cetnig [Cethig], abbé de Docguinnus (Llandochau); ainsi que part « Mouricus »  roi de Gwent, c'est-à-dire Meurig ap Tewdrig, et ses fils Athrwys et Idnerth,  Guidgen [Gwyddien] et Cetiau [Ceidio] [fils de] Brochwel.  Oudoceus se fait consacrer par l'archevêque de Cantorbéry ! 
Oudoceus dirige un vaste diocèse qui s'étend de Mochros [Moccas] à l'île de Teithi (?), sans doute au large de la côte du Dyfed en Ménevie, qui sera plus tard partagé entre deux évêchés séparés par le Tywi également frontière entre les royaumes de  Meurig et de Cadwgan ap Cathen. 
A cette époque les Saxons pillent le sud du Pays de Galles particulièrement les frontières de son diocèse, de Mochros aux rives de la Wye jusqu'à la rivière Dore, et de la Worm [dans l'actuel Herefordshire] à l'embouchure de la  Taratyr sur la Wye. Oudoceus se rend en pèlerinage à Rome où il réalise plusieurs miracles dont une « cloche de beurre ». A son retour, de manière anachronique un certain Einion (Owain ap Morgan ?)  un roi de Glywysing du Xe siècle lui concède des domaines. Oudoceus démissionne ensuite de son siège épiscopal pour se retirer à « Llandeilo ». Gildas le Sage, qui vivait alors en anachorète dans l'île d'Echni, traverse la rivière Wye avec du bois qu'il a prélevé dans une forêt mais qui était destiné à  Oudoceus pour édifier un ermitage. Lorsque Oudoceus lui en fait le reproche, Gildas l'ignore et Oudoceus exprime sa colère en frappant une pierre avec une hache. On ne nous précise pas le conséquences de cet acte car Oudoceus meurt un 2 juillet.

## Conclusion
Il n'est pas certain que  Llandaff ait été le centre d'un évêché avant le début du XIIe siècle, et on estime aujourd’hui qu' Oudoceus devait être installé à Llandeilo Fawr ou à Llandogo, où l'on sait qu'un évêque résidait vers 
580. Le « culte d'Euddogwy » semble avoir été la réminiscence du culte d'un ancien saint dont on
cherchait à conforter la légitimité par un lien avec Llandaff.

## Article lié
- Budic de Cornouaille

## Sources
- Arthur de la Borderie, Histoire de la Bretagne en VI tomes, Mayenne, réédition Joseph Floch, 1975, Tome I p. 435-438.
- (en) Peter Bartrum, A Welsh classical dictionary: people in history and legend up to about A.D. 1000, Aberystwyth, National Library of Wales, 1993, p. 589-591 OUDOCEUS, ST. (630?).